# Place Garbis-Aprikian
La place Garbis Aprikian est une voie parisienne située dans le 9e arrondissement de Paris, en France.

## Situation et accès
La place est située dans le quartier de Rochechouart entre la rue de Maubeuge et la rue d'Abbeville.

## Origine du nom
La place rend hommage à Garbis Aprikian (1926–2024), musicien français.

## Historique
Par délibération du 4 juillet 2025, la voie prend la dénomination de « Place Garbis Aprikian ».